# Колвинские ненцы
Колвинские ненцы — этногруппа в России (Ненецкий автономный округ), говорящая на коми-ижемском диалекте. 
Сформировалась в начале XIX века, когда коми-оленеводы с реки Колва вышли к морю. 
Народ образовал поселки по всему Югорскому полуострову от Карского до Баренцева моря, включая Усть-Кару.
Полуоседлый народ принес свои традиции и язык тундровым ненцам-кочевникам. Появились смешанные семьи: они переселялись из чумов в избы. 
Вместе с народностями объединились и сказки: мифический старик, пожирающий людей, с двойным коми-ненецким именем Гундыр-Сюдбей, и лесная ведьма Ема-Сюдбеиха. 